# Marathon (игра, 1994)
Marathon — шутер от первого лица, разработанный и изданный компанией Bungie в 1994 году для платформы Macintosh. Marathon является первой игрой из трилогии, в которую также входят Marathon 2: Durandal (1995) и Marathon Infinity (1996).
В 1996 году Bungie портировала первые две игры под названием Super Marathon на платформу Apple Pippin. Marathon стала одной из первых игр, в которых полностью используются возможности мыши — с помощью неё игрок может свободно менять направление взгляда. Также Marathon, наряду с Rise of the Triad, стала первой игрой, где встречается полноценный rocket jump. Игра также поддерживала многопользовательский режим по сети до восьми игроков.

## Сюжет
События игры разворачиваются в будущем, в 2794 году. Человечество начинает колонизацию дальнего космоса с помощью огромных космических кораблей. Семь лет назад, один из них, «UESC Marathon», достиг солнечной системы Тау Кита и начал колонизацию четвёртой планеты. Колония процветает, а корабль после высадки колонистов стал выполнять охранную функцию. Главный герой игры, безымянный офицер безопасности колонии, становится свидетелем нападения на колонию инопланетной расы, называющую себя Пфхор (Pfhor). Едва успев сесть в челнок и чудом избежав гибели после взрыва челнока, он возвращается на «Marathon». Главный герой начинает долгий путь по освобождению колонии от инопланетных захватчиков. В этом ему помогают три ИИ корабля «Marathon», отвечающие за разные системы: Лила, Дурандаль и Тайхо. Все три ИИ были атакованы электромагнитным импульсом, после которого остаётся работоспособной только Лила, которая организует сопротивление захватчикам.
С помощью Лилы главный герой реактивирует системы обороны корабля, которые замедляют атаку пришельцев. Второй ИИ, Дурандаль, вошел в контакт с другими инопланетянами, С-фт (S’pht), являющимися рабами Пвхоров, после которого, по сообщению Лилы, Дурандаль стал более самоосознанным и независимым. Главный герой отрезает доступ Дурандалю к жизненно важным частям корабля. В ответ «буйный» ИИ открывает доступ Пвхорам к ранее закрытым областям корабля. В конце концов главному герою удается изолировать пришельцев на корабле и послать сигнал на Землю.
Дурандаль выкрадывает главного героя, однако Лила спасает его и сообщает, что С-фты организовали атаку на неё саму. Несмотря на все усилия главного героя, пришельцы уничтожают Лилу, и управление кораблём полностью переходит в руки Дурандаля. ИИ помогает главному герою настроить телепорты «Marathon» для телепортации на главный корабль Пфхоров. На нём главный герой уничтожает кибернетическое устройство, контролирующее действия С-фтов. После этого С-фты восстают против Пфхоров. Главный герой возвращается на «Marathon».
Дурандаль сообщает, что собирается захватить корабль Пфхоров. Также он сообщает, что Лила не была уничтожена полностью, и освобождённые С-фты больше не атакуют её. Он реактивирует Лилу и покидает солнечную систему на корабле пришельцев. Главный герой вместе с Лилой добивают остатки иноземных захватчиков.

## Многопользовательская игра
Многопользовательская игра поддерживала командный или обычный deathmatch. К игре могло подключаться до восьми человек через локальную вычислительную сеть. Многопользовательский режим являлся одной из отличительных черт Marathon, благодаря которой игра в 1995 году получила награду Macworld Game Hall of Fame.

## Наследие
Перед приобретением Bungie компанией Microsoft в 2000 году авторы игры выложили исходный код Marathon 2: Durandal в открытый доступ. Этот код стал основой для порта Aleph One, который после нескольких лет разработки стал поддерживать все игры трилогии.
В 2005 году студия Bungie дала разрешение на публикацию трилогии для бесплатного распространения, благодаря чему игры трилогии стало возможно запускать на современных платформах (Mac OS X, Linux и Windows). В мае 2024 года неофициальный ремастер Marathon был бесплатно выпущен в Steam.